# Marianne Noack

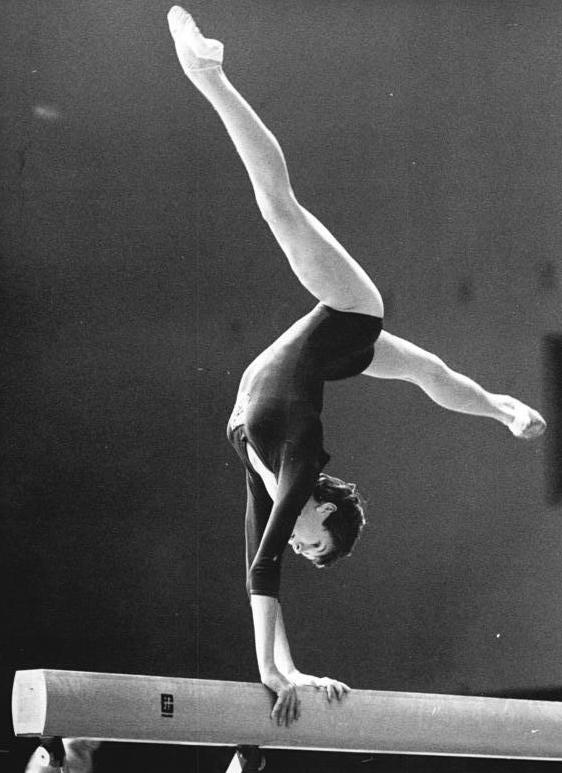
Marianne Noack am Schwebebalken, DDR-Meisterschaft 1969

Marianne Noack (* 5. Oktober 1951 in Rostock, nach Heirat Marianne Paulick) ist eine ehemalige deutsche Gerätturnerin, die von 1967 bis 1972 zur DDR-Nationalmannschaft gehörte. Sie startete für den SC Empor Rostock.

## Werdegang
Marianne Noack fiel bei der Jugendmeisterschaft 1966 durch einen Flickflack auf dem Schwebebalken auf. Bei der Europameisterschaft 1967 war sie als Ersatzturnerin nominiert. Als Dritte der DDR-Meisterschaft im Mehrkampf 1968 gehörte sie zur DDR-Riege bei den Olympischen Spielen 1968 in Mexiko. Maritta Bauerschmidt, Karin Janz, Marianne Noack, Magdalena Schmidt, Ute Starke und Erika Zuchold belegten in der Mannschaftswertung den dritten Platz hinter den Riegen aus der Sowjetunion und aus der Tschechoslowakei. In der Einzelwertung belegte Marianne Noack den 27. Platz im Mehrkampf. 1969 gewann Marianne Noack im Pferdsprung ihren einzigen DDR-Meistertitel. Im Mehrkampf belegte sie auch 1969 und 1970 jeweils den dritten Platz. Die Weltmeisterschaft 1970 fand in Ljubljana statt. Die DDR-Riege mit Angelika Hellmann, Karin Janz, Marianne Noack, Richarda Schmeißer, Christine Schmitt und Erika Zuchold gewann Silber hinter den sowjetischen Turnerinnen. Als Elfte des Mehrkampfs konnte sich Marianne Noack für kein Gerätefinale qualifizieren. 1972 belegte Noack am Schwebebalken noch einmal den dritten Platz bei der DDR-Meisterschaft.
Nach ihrer Karriere absolvierte sie ein Sportstudium und trainierte die Turnerinnen des SC Cottbus.